# Пажен, Диего
Диего Пажен (фр. Diego Pagin; род. 1944) — швейцарский скрипач. Муж скрипачки Сильвии Маркович, отец пианиста Эмо Пажена и певицы Сары Пажен.
Начал учиться игре на скрипке в шестилетнем возрасте в Лозанне. Затем учился в Женеве у Коррадо Романо, в Венской академии музыки у Лукаса Давида, в 1965 г. совершенствовал своё мастерство под руководством Тибора Варги.
С 1966 года играл в камерном оркестре Тюбингена, затем в Гамбурге и Базеле. В 1973—1989 гг. первый концертмейстер Симфонического оркестра Франкфуртского радио, а затем в 1989—2006 гг. — Оркестра Юго-Западного радио Германии.
В качестве солиста Пажен считается специалистом по новейшей музыке. Им, в частности, записаны концерты Анри Дютийё, Бруно Мадерны, Хуберта Штуппнера, Иоганнеса Фрича. Как камерный исполнитель нередко выступает в ансамбле с другими членами своей семьи.